# Jettingen, Haut-Rhin
Jettingen är en kommun i departementet Haut-Rhin i regionen Grand Est (tidigare regionen Alsace) i nordöstra Frankrike. Kommunen ligger i kantonen Altkirch som tillhör arrondissementet Altkirch. År 2022 hade Jettingen 508 invånare.

## Befolkningsutveckling
Antalet invånare i kommunen Jettingen
| Referens: INSEE |